# Linos
Linos (grec: Λινος) és un personatge de la mitologia grega, fill d'Apol·lo i d'una musa (Urània, Terpsícore, o altres segons les versions). Era un músic excepcional i se li atribueix la invenció de la melodia i el ritme. Havia ideat també substituir les cordes de lli, utilitzades fins aleshores en les lires, per cordes fetes de budell.

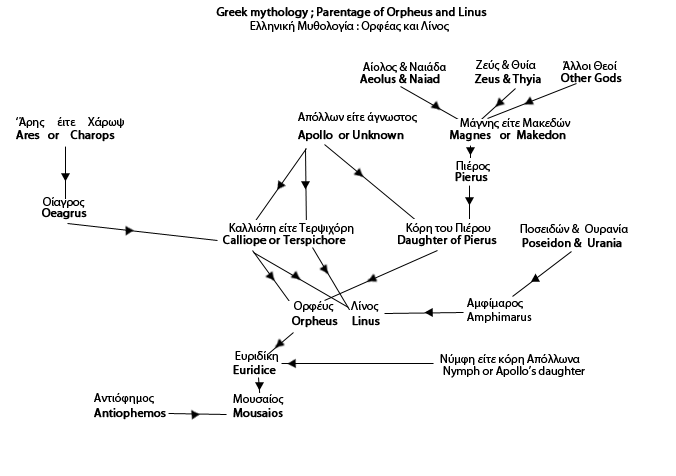
Linos

Una llegenda explica que el seu pare Apol·lo el va matar perquè va rivalitzar amb ell en l'art de tocar i cantar. Segons un altre relat, va ser l'instructor musical d'Hèracles i li ensenyà a tocar la lira. Quan durant una lliçó va renyar agrament a Hèracles per la seva manca de progressos aquest va perdre els estreps i el va matar amb una roca immensa o amb un cop de lira al cap.
Una tradició diu que Cadme li havia ensenyat l'alfabet fenici i que ell havia donat a cada lletra la forma i el nom definitius. A l'època clàssica eren coneguts els "Escrits de Linos", sobre temes filosòfics i místics que se li atribuïen. A l'anar evolucionant la seva personalitat també es va modificar la seva genealogia, i se'l va considerar fill d'Hermes, ja que és el déu de la ciència del llenguatge, o fill d'Eagre, cosa que el feia germà d'Orfeu, al qual es va tendir a assimilar-lo.
Linus podria ser la personificació del gènere musical dels planys funeraris, ja que l'antiga Grècia es cantaven linos, unes cançons als difunts que s'han interpretat com a laments per Linus.